# Постоловський Іван Семенович
Іван Семенович Постоловський (нар. 1891, Вінниця — пом. 1 серпня 1918, Іркутськ) — один з керівників Радянської влади в Сибіру, голова Сибірської ЧК, революціонер, більшовик. Брат Тетяни Постоловської, другої дружини Павла Постишева.

## Біографія
Народився 1891 року у Вінниці Кам'янець-Подільської губернії. Член РСДРП із 1908 року. Закінчив 2-класне міське училище у Літині. Працював переписувачем прохань у литинській нотаріальній конторі. З 1908 року в РСДРП активно займається революційною діяльністю. З 1911 року працює завідуючим нотаріальною конторою в Уфі, звідки 1914 року направлений на фронт. Учасник Першої світової війни, солдат. Проводив пропагандистську роботу серед солдатів. У 1916 році після поранення переведений до Іркутська в 9-й запасний стрілецький полк. У листопаді 1917 року призначається комісаром міліції, а в грудні — начальником штабу при міліцейському комісаріаті. У лютому 1918 — делегат II Загальносибірського з'їзду Рад. Був обраний членом Центросибіру та призначений комісаром юстиції Сибіру. Після створення 21 квітня 1918 року Сибірського військового комісаріату та Надзвичайної комісії — Голова Сибірської ЧК (орган Центросибіру). Брав активну участь у придушенні антирадянського підпілля, що повстало в ніч з 13 на 14 червня 1918 року. Після його придушення СибЧК заарештувала 163 учасники повстання (у тому числі й низку керівників), решта зникла на околицях Іркутська. Частину повстанців було віддано військово-польовому суду і за його вироком розстріляно. Повстання 13—14 червня знекровило іркутське підпілля, і воно не змогло вже організувати жодної більш-менш значної акції аж до падіння радянської влади в Іркутську.
У липні 1918 року був захоплений козаками в районі Верхоленська, в ніч на 1 серпня 1918 року був страчений білими офіцерами в гаю Цар-Дівиця на лівому березі Ангари разом з чекістом А. О. Патушинським, колишнім командиром. підпрапорщиком М. Н. Яньковим, організатором добровільних червоноармійських дружин у Тункінському краї Н. Ф. Карнуковим, військовополоненим австрійцем Оскаром Гроссом (організатор загонів Червоної гвардії в Барнаулі), військовополоненим чехом Карелом Петраком та Багдановим (ініціали невідомі).

## Пам'ять
27 жовтня 1957 року на місці братської могили було встановлено пам'ятник.
Іменем Постоловського названо вулицю в Іркутську в мікрорайоні Первомайський.